# Дюкоммен, Эли
Эли Дюкоммен (фр. Élie Ducommun, 19 февраля 1833 года, Женева, Швейцария — 7 декабря 1906 года, Берн, Швейцария) — швейцарский журналист, борец за мир, лауреат Нобелевской премии мира 1902 года (совместно с Шарлем Альбером Гоба).

## Биография
Эли Дюкоммен родился 19 февраля 1833 года в городе Женеве.
Был младшим из троих детей в семье часовщика. Несмотря на отсутствие высшего образования, уже в 17 лет стал домашним учителем в богатой семье. Через три года начал преподавать в школе, а ещё через два года стал редактором журнала «Женевское обозрение» (фр. Revue de Geneve). Его деятельность в журнале позволила ему занять в 1857 году должность вице-канцлера, а через пять лет — канцлера кантона Женевы.
В 1865 году, после переезда в Берн, основал журнал «Прогресс». Начиная с 1868 года был редактором информационного бюллетеня «Соединенные штаты Европы» (фр. Les États-Unis d’Europe), который издавался Международной лигой мира и свободы. В 1891 году совместно с Шарлем Альбером Гоба стал основателем Международного бюро мира, которое координировало действия европейских пацифистских организаций. За эту деятельность основатели бюро были удостоены в 1902 году Нобелевской премии мира.
Эли Дюкоммен был также поэтом и переводчиком. В 1886 году опубликовал книгу стихов «Последние улыбки» (фр. Derniers Sourires). Кроме того, являлся генеральным секретарём строившейся железной дороги Юра—Берн—Люцерн с 1875 года и до выкупа её государством в 1903 году. Именно эта деятельность была для Дюкоммена основным источником дохода.
Эли Дюкоммен скончался 7 декабря 1906 года в городе Берне.